# Реакція на діяння
Реакція на діяння (на вплив) (рос. реакция на воздействие, англ. response, reponse, нім. Reaction f auf eine Wirkung) — у теорії автоматичного регулювання — процес на виході системи автоматичного регулювання (САР), який виникає при наявності впливу на вході. При дослідженні динаміки САР розглядається реакція на типове діяння. Реакція на одиничне східчасте діяння називається перехідною функцією. В стійкій системі діяння викликає деякий перехідний процес, після затухання якого система переходить в усталений стан (режим).